# Maliattha fervens
Maliattha fervens là một loài bướm đêm trong họ Noctuidae.